# 卡姆揚卡 (扎波羅熱區)
卡姆扬卡（烏克蘭語：Кам'янка），或依俄語譯為卡緬卡（俄语：Камeнка），是位於烏克蘭東南部的村莊，由扎波羅熱州扎波羅熱区的新米科拉伊夫卡市鎮負責管轄。該村處於上泰爾薩河右岸，距離索菲伊夫卡0.5公里，面積0.003平方公里，海拔高度89米，2001年人口50。